# Reyesia juniperoides
Reyesia juniperoides ist eine Pflanzenart aus der Gattung Reyesia in der Familie der Nachtschattengewächse (Solanaceae).

## Beschreibung
Reyesia juniperoides ist ein robuster, üppig verzweigter, unbehaarter Strauch mit schmalen, starr verholzenden Zweigen. Die kurzen Internodien erscheinen blattlos, da die Laubblätter zu nahezu linealischen, kapuzenartigen Schuppen mit bis zu 1 mm Länge reduziert sind. Die Blüten stehen einzeln verstreut an den oberen Zweigen. Der Kelch ist schmal und zur Hälfte in fünf Lappen geteilt. Die Krone ist etwa 7 mm lang und besitzt eine schmal nach oben gerichtete Kronröhre. Der Kronschlund ist deutlich abgetrennt und klein. Die vier Staubblätter sind zweigestaltig. Die Narbe ist zweiarmig. Die Früchte sind verhärtete, strohfarbene Kapseln mit zwei oder vier Klappen. Die Plazenta ist zapfenartig und durch die breite Scheidewand geflügelt.

## Verbreitung
Die Art ist aus dem mittleren Chile bekannt.

## Systematik und botanische Geschichte
Die Art wurde 1928 von Erich Werdermann als Salpiglossis juniperoides erstbeschrieben. Die Verschiebung in die Gattung Reyesia erfolgte 1978 durch William D’Arcy.